# Kolana koślawe

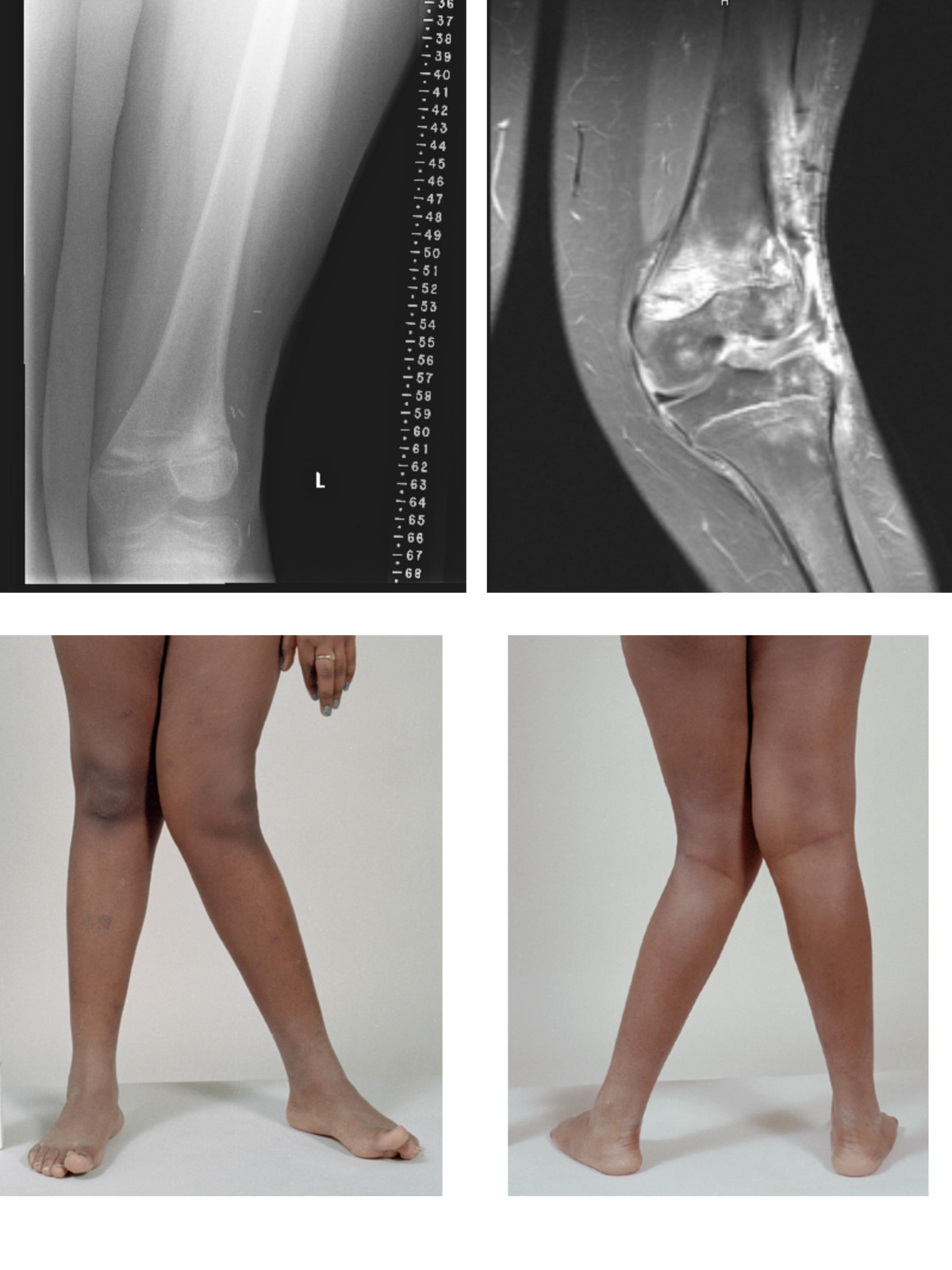
Kolana koślawe

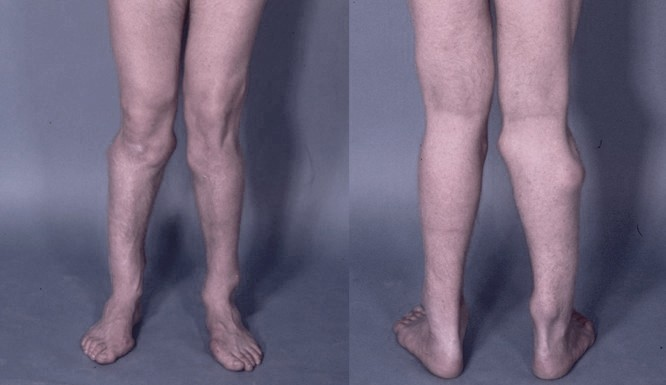

Kolana koślawe (łac. genu valgum) – wada kończyn dolnych, w której odstęp między przyśrodkowymi kostkami, mierzony przy zwartych i wyprostowanych kolanach jest większy niż 4–5 cm.
Kolano koślawe stanowi trwałe odchylenie osi podudzia względem osi uda na zewnątrz.

## Przyczyny
Przyczyną kolan koślawych może być:
- krzywica,
- stopa płasko-koślawa,
- złamania lub urazy w okolicy stawu kolanowego,
- porażenia mięśni,
- choroby stawów.

Czasami przyczyna jest nieznana.

## Zmiany chorobowe
Zmiany patologiczne w kolanach koślawych mogą dotyczyć więzadeł, mięśni i układu kostnego.
- Zmiany dotyczące więzadeł:
  - skrócenie więzadła pobocznego strzałkowego,
  - rozciągnięcie więzadła pobocznego piszczelowego.
- Zmiany dotyczące mięśni:
  - przykurczenie mięśnia dwugłowego uda i mięśni tworzących pasmo biodrowo-piszczelowe tj. pośladkowy średni, napinacz powięzi szerokiej, obszerny boczny uda.
  - rozciągnięcie mięśnia smukłego, półścięgnistego, półbłoniastego, krawieckiego i głowy przyśrodkowej mięśnia czworogłowego uda.
- Zmiany dotyczące układu kostnego: szybszy rozrost kłykci wewnętrznych kości udowej niż zewnętrznych, co powoduje pochylenie do wewnątrz powierzchni stawów kolanowych.